# Khó chịu (y học)
Khó chịu là cảm giác hơi đau khổ, không thoải mái, hoặc đau đớn,... thường là triệu chứng cơ năng đầu tiên của nhiễm trùng hoặc các trình trạng bệnh khác. Trong tiếng Việt, khó chịu còn để chỉ một loại tâm trạng tiêu cực. Khó chịu trong tiếng Anh là malaise, đây là từ mượn tiếng Pháp thế kỷ 12. Nó thường được sử dụng với nghĩa bóng trong các văn cảnh khác, bên cạnh nghĩa để chỉ trạng thái lo lắng (angst) hoặc u buồn (melancholy).

## Nguyên nhân
Khó chịu là một triệu chứng cơ năng không đặc hiệu và có thể xuất hiện ngay ở những tình trạng nhẹ nhàng nhất, chẳng hạn như cảm xúc (gây ngất do phản xạ thần kinh phế vị (thần kinh X hay thần kinh lang thang)) hoặc đói (hạ đường huyết ), cho đến các tình trạng nghiêm trọng nhất (ung thư, đột quỵ, nhồi máu cơ tim., chảy máu trong, v.v.).
Khó chịu thể hiện sự không thoải mái của bệnh nhân rằng "có điều gì đó không ổn", nó giống như lời tham phiền hoặc thúc giục của cơ thể bắt bệnh nhân phải đi khám để xác định mức độ nghiêm trọng.
Tình trạng khó chịu được cho là do kích hoạt đáp ứng miễn dịch cùng với các cytokine gây viêm.

## Từ "malaise" trong tiếng Anh
Từ "malaise" trong tiếng Anh ngoài việc sử dụng trong lĩnh vực y học, còn được sử dụng theo nghĩa bóng. Đình trệ kinh tế (tiếng Anh: Economic malaise) đề cập đến nền kinh tế trì trệ hoặc đang suy thoái - recession (khủng hoảng kinh tế - depression). Thuật ngữ này đặc biệt liên quan đến cuộc suy thoái kinh tế năm 1973–1975 tại Hoa Kỳ.
Một bài phát biểu của Tổng thống Mỹ Jimmy Carter vào năm 1979 thường được gọi là "bài phát biểu gây khó chịu" (malaise speech), mặc dù bản thân từ này không được Carter nhắc đến trong bài phát biểu.